# عزلة ذي يبل (عمران)

تعديل مصدري - تعديل

عزلة ذي يبل هي إحدى عزل مديرية حوث في محافظة عمران اليمنية ويبلغ تعداد سكانها 1238 نسمة حسب التعداد السكاني في اليمن لعام 2004.

## روابط خارجية
- الجهاز المركزي للإحصاء بالجمهورية اليمنية
- المركز الوطني للمعلومات باليمن
- World Gazetteer:Yemen
- الدليل الشامل